# Bramdrupskov Trinbræt
Bramdrupskov Trinbræt – eller Kolding Skov Trinbræt – var et trinbræt, der blev oprettet i 1918 på Troldhede-Kolding-Vejen Jernbane (1917-68).
Banen gik i slugten mellem Bramdrup Skov mod øst og Kolding Skov, der også blev kaldt Komarksbuskene, mod sydvest. Trinbrættet lå ved skovløberhuset  og var et populært udflugtsmål.
Nu går Troldhedestien på banetracéet mellem Kolding og Ferup. Kolding Kommunes skovløber boede i Skovløberhuset indtil 1979. Nu benyttes det af daginstitutionen Skovbrynet, hvor de store børn næsten hver dag kommer herud.